# Winona County
Winona County är ett administrativt område i delstaten Minnesota i USA, med 51 461 invånare. Den administrativa huvudorten (county seat) är Winona. 

## Politik
Winona County tenderar att rösta på demokraterna. I presidentvalet 2016 vanns dock countyt av republikanernas kandidat, vilket var första gången så skett sedan presidentvalet 1988.

## Geografi
Enligt United States Census Bureau har countyt en total area på 1 662 km². 1 622 km² av den arean är land och 40 km² är vatten.      

### Angränsande countyn
- Wabasha County - nordväst
- Buffalo County, Wisconsin - norr
- Trempealeau County, Wisconsin - nordost
- La Crosse County, Wisconsin - öst
- Houston County - söder
- Fillmore County - sydväst
- Olmsted County - väst